# 長野県西部地震
長野県西部地震（ながのけんせいぶじしん）は、1984年（昭和59年）9月14日午前8時48分に、御嶽山山麓の長野県木曽郡王滝村直下（北緯35度49.5分 東経137度33.4分 / 北緯35.8250度 東経137.5567度）を震源として発生したMj6.8（Mw6.2）の地震である。

## 概要
王滝村では震度6（烈震）を記録したと推定され、被害が集中した。震度が「推定」になっているのは、当時地震計が置かれていなかったためである。震源の深さは2 kmと極めて浅い地震であったが、この地震によって地表面に断層は現れなかった。余震分布の観測結果により、延長15 kmの北東-南西走向の右横ずれ断層と、直交する延長5 kmの北西-南東走向の左横ずれ断層の2つの断層が活動したことが明らかとなった。
震源域の真上では、一部の範囲で重力加速度を越えた5 - 10 Hzの震動により、石や木片が飛んだという報告がある。水資源開発公団の牧尾ダムに設置されていた地震計（震央からの距離4 km）は、300ガルを上限とする設定であったために振り切れていた。そのため、震源の直上では震度6を超える激震であった可能性もある。
発生当初は、南関東直下地震や東海地震、山梨県を震源とする地震とのデマが流れた。なお、長野県西部は地震予知連絡会による「特定観測地域」に指定されていた。

### 各地の震度
震度4以上の揺れを観測した地点は次の通り。
| 震度     | 都道府県 | 観測所     |
| -------- | -------- | ---------- |
| 6 (推定) | 長野県   | 王滝村     |
| 4        | 山梨県   | 甲府       |
| 4        | 長野県   | 諏訪・飯田 |
| 4        | 京都府   | 舞鶴       |

このほか、福島県から島根県にかけての広い範囲（1都・2府・24県）で震度3から震度1の揺れを観測。東京都千代田区大手町でも震度3を観測した。

### 他の地震との関連
吉田明夫、青木元らの研究によれば、1948年の福井地震（M7.1）、1969年の岐阜県中部地震（M6.6）、1984年の長野県西部地震（M6.8）と続いた一連の地震との関連性が指摘されている。なお、この地震に先立つ1979年には、御嶽山が噴火している。
2017年6月25日には本震央の近くで、長野県南部を震源とする地震（Mj5.6、震源の深さは7km、最大震度5強〈王滝村、木曽町〉）が発生しているが、気象庁は本震との関連性は低いとしている。

## 主な被害
地震による直接的被害は少なかったものの、前日までの連続雨量150 mm以上を観測した地域もあり土砂崩落を誘発しやすい状況にあった。
| 死者・不明者（人） | 負傷（人） | 全壊（戸） | 半壊（戸） | 一部損壊（戸） | 被害額  |
| ------------------ | ---------- | ---------- | ---------- | -------------- | ------- |
| 29                 | 10         | 14         | 73         | 517            | 231億円 |

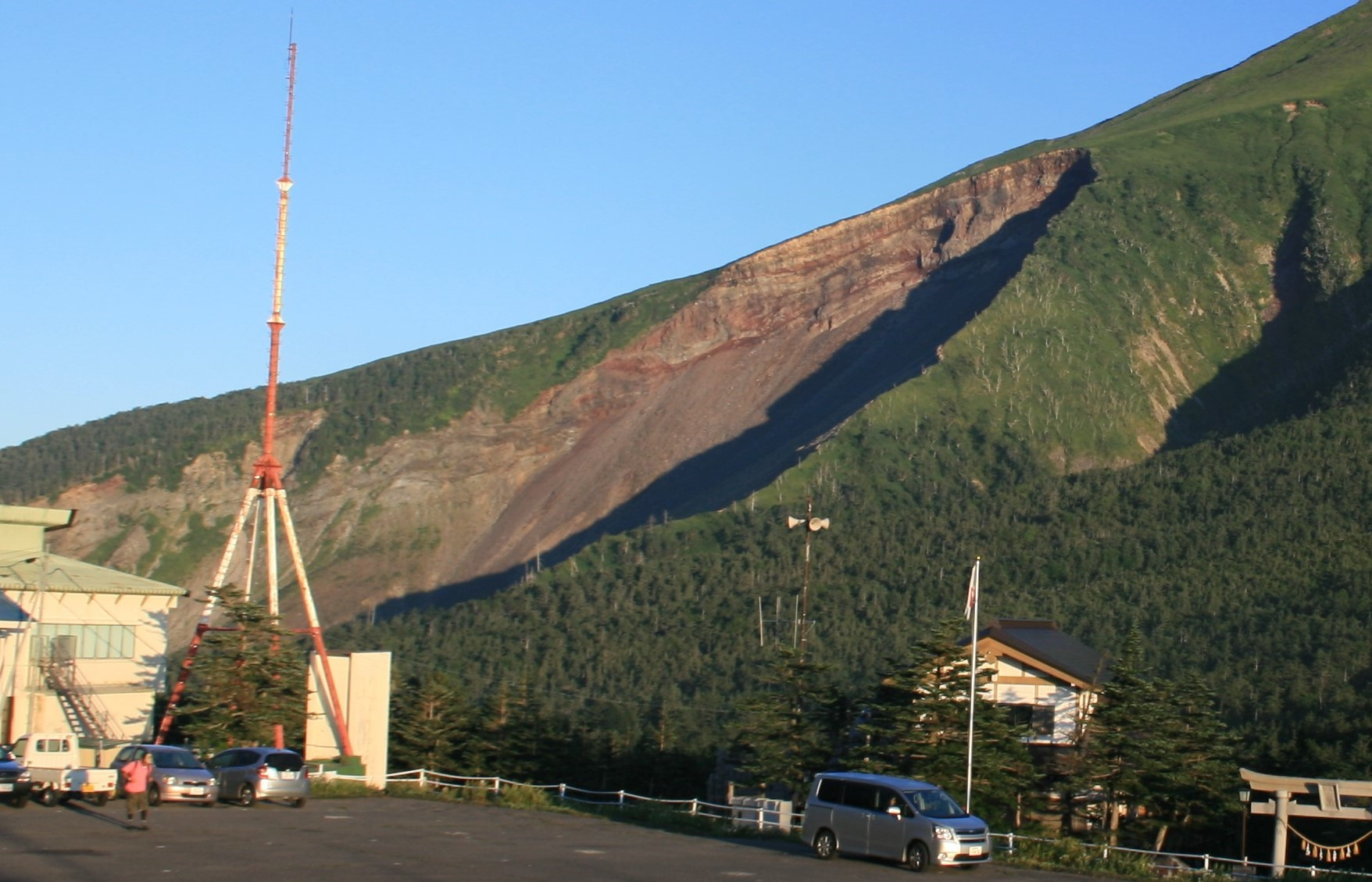
田の原の駐車場から望む御嶽崩れと呼ばれる山体崩壊した最上部

- 御嶽山南側で、後に「御嶽崩れ（または伝上崩れ）」と呼ばれている山体崩壊が発生し、体積約3450万立方メートルの土砂が伝上川の両岸を削りつつ、濁川温泉旅館を飲み込みながら、標高差約1,900〜2,500 m、距離約10 kmを平均時速80〜100 kmという猛スピードで流下し、延長約3 kmにわたって最大50 mの厚さで堆積した[17]。氷ヶ瀬の渓谷では厚さ30メートル以上の土砂が堆積し谷が埋まった。当時、伝上川周辺には名古屋市からきのこ採りなどに来ていた5名と濁川温泉旅館の経営者家族4名の計9名がいたが、いずれも山体崩壊の土石流に巻き込まれ、行方不明となった。
- 三浦ダム付近で林業関係者5人が一時行方不明となったが、尾根伝いに歩き通し、地震発生翌日に氷ヶ瀬付近で無事保護された。
- 王滝村松越地区では、土砂崩れにより、森林組合の作業木工所と村道の一部が崩落、旅館の半分を削り取りながら川下にあった生コン工場を直撃、対岸の段丘上にまで押し上げた。この土砂崩壊で、作業木工所の森林組合員と生コン工場の従業員、合わせて13名が犠牲となり、下流の御岳湖（牧尾ダム）に大量の土砂が流入した。建物の半分が崩壊した旅館では、地震発生時は宿泊客がおらず、経営者の妻である女将が崩落に巻き込まれたが、幸い、身体が畳の上に載ったまま流され、土砂に飲み込まれることはなかった。その後、崩落で出来た崖を負傷した体で（2週間の入院を要するほどの重傷であった）自力で登り、奇跡の生還を果たしている[18]。なお、この地域の岩盤は粘板岩でその上に御岳山からの火山噴出物が堆積した構造を持ち、滑り面は噴出物の最下層の軽石層と考えられる[10]。
- 王滝村滝越地区では、土砂崩れによる家屋倒壊で1名が死亡した。
- 氷ヶ瀬地区では営林署の建物が土石流による泥流に飲み込まれてゆく様子がテレビで報じられ、県道を車で走行中の林業関係者5名が土石流に巻き込まれ、行方不明となったが、土石流が流下する直前に山を駆けのぼって間一髪難を逃れた作業員2名もいる[19][20]。
- 柳ヶ瀬地区では、自宅から出た1名が行方不明となった。
- トラックが土砂崩れに巻き込まれた。巻き込まれた時にドライバーは車外へ放出され遺体で発見された（下記の関連書籍に詳しく書かれている）。
- 王滝川では、堆積した土砂によって天然の堰止め湖（河道閉塞）ができた。地震から20年以上が経過した現在でも御嶽山では崩壊跡を確認することができ、崩落地域をコースにしたマウンテンバイクのクロスカントリーレース「セルフディスカバリー・クロスマウンテン」も行なわれている。

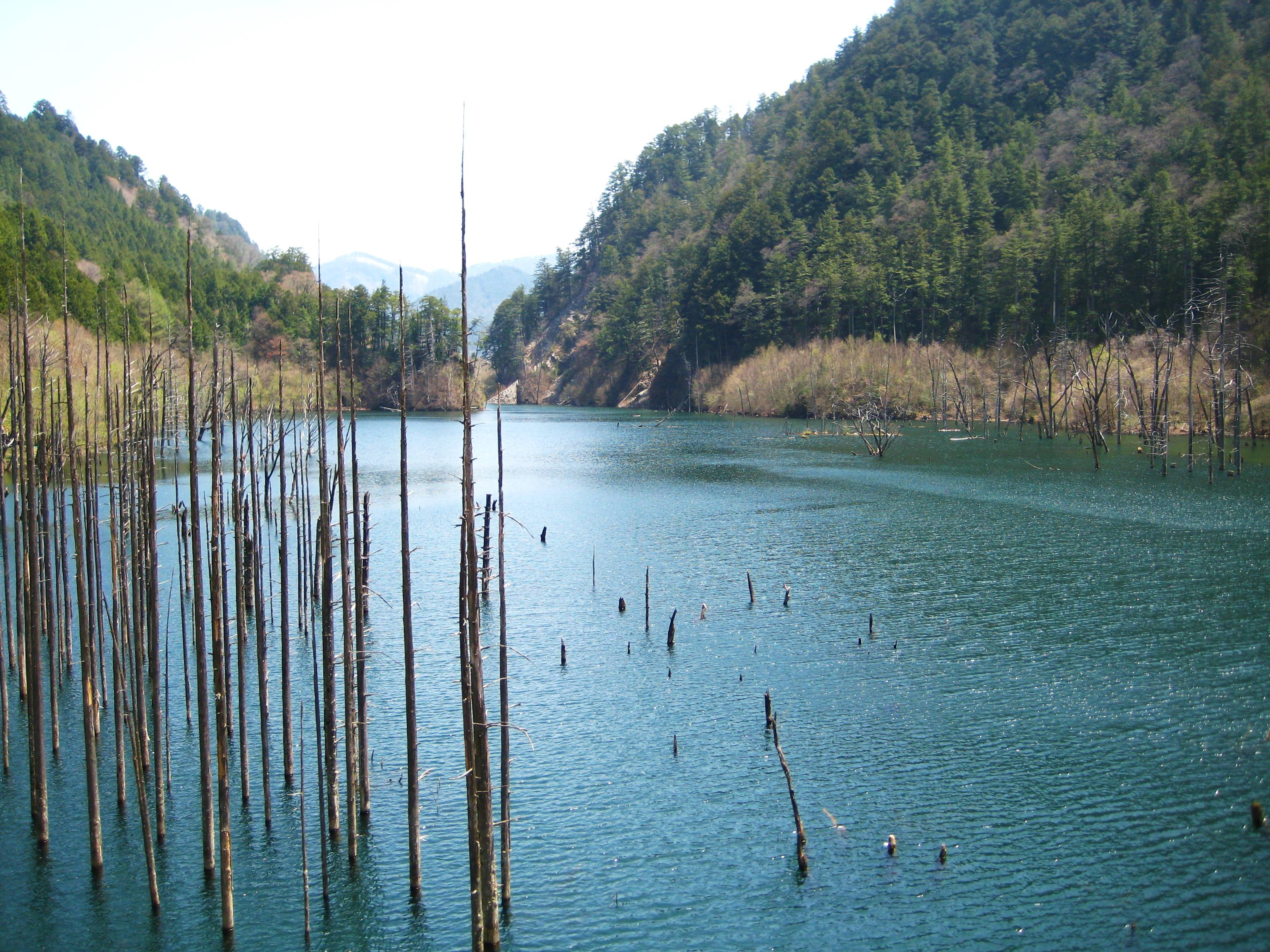
王滝川がせき止められて誕生した自然湖

死者は松越地区での13名、滝越地区での1名。行方不明者は「御嶽崩れ」による15名。合わせて29名が犠牲となった。負傷者10名。家屋被害は、全壊14棟、半壊73棟、一部損壊517棟に及んだ。なお、全壊した家屋はすべて土砂崩壊による倒壊、流出であった。

## 前兆活動
名古屋大学の調査では、「白狐」（50 km）、「湯谷」（95 km）、「犬山」（71 km）（括弧内は震央距離を示す。以下同じ。）観測点の温泉中に含まれるガス中のCH4/Ar（メタン－アルゴン比）および H2（水素）が有意に変動した。また、1978年の御嶽山の噴火活動で形成された噴気孔（9 km）から噴出していた火山性ガス中の CO2および温度は変化が無かったが、He/Ar 、H2/Ar 、CH4/Ar 、N2/Ar 各々の比率は、1980年以降増加を続け直前の1週間（1984年9月7日）には1981年の100倍を観測していたが地震後に減少。なお、 H2（水素）は岩石の破壊に由来していると考えられる。
地質調査所の調査では、阿寺断層（25 km：岐阜県福岡町宮脇）、松代断層（100 km：長野県長野市松代）、中央構造線（100 km：愛知県新城市有海）上の各観測点の計141箇所の観測孔で、Rn（ラドン）濃度の変動が周年変化を外れ上昇していた。

## 防災事業

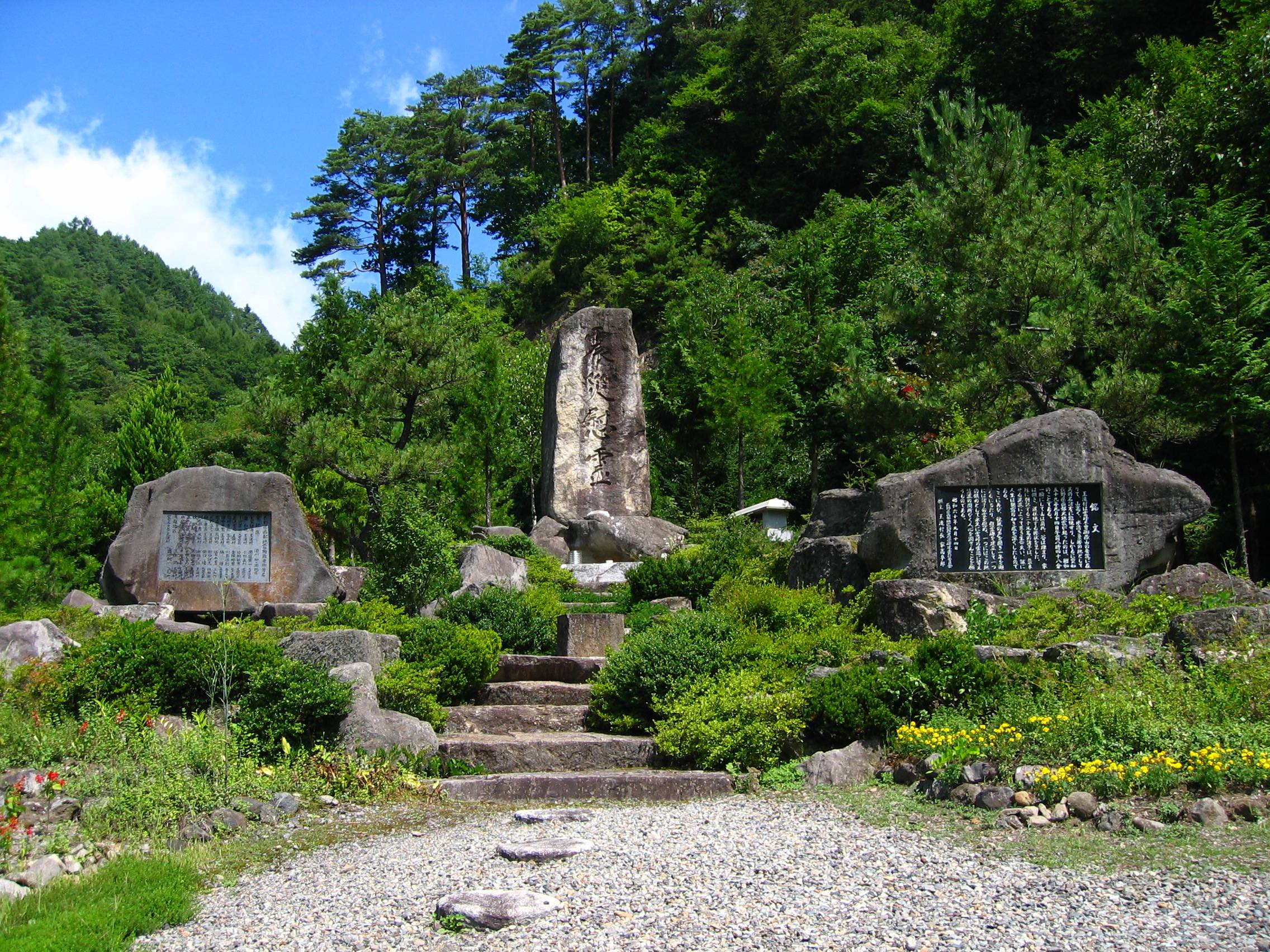
慰霊碑（王滝村松越地区）

災害後、4年がかりで御嶽山麓には9箇所の砂防堰堤が造られた。

## 臨時放送局
SBC信越放送が「災害に関する被災地住民向け現地放送」を行うため、9月19日から1箇月に限り信越電波監理局より非常用放送局の免許を受けて「王滝村臨時放送局」を設置した。放送局の放送施設を災害対策本部の置かれている役場庁舎内の有線放送本部に設置し、有線放送の内容がそのまま信越放送の放送として流れるようにしたのである。

## 関連書籍
- 手島悠介「大地震が学校をおそった」（学研のノンフィクション ISBN 978-4051019495）